# 舌尖上的中国
《舌尖上的中国》（英語：A Bite of China），俗稱“舌尖”，是一部由中国中央电视台制作的电视纪录片，也是中国第一次使用高清设备拍摄的大型美食类纪录片。第一季于2012年5月14日至5月22日在中国中央电视台综合频道的《魅力纪录》栏目首播。该片于2011年3月开始大规模拍摄。主要介绍中国各地的美食生态，包括中国的日常饮食流变，千差万别的饮食习惯和独特的味觉审美等，以及与之相应的东方生活价值观。该片一经播出，在网络引起了广泛的关注，被戏称为“吃货的专属纪录片”。
《舌尖上的中国》第二季于2014年4月18日以周播形式在中国中央电视台综合频道晚上9時首播，並同日在中央电视台纪录频道晚上10時跟播。之后该片在中国中央电视台财经频道、综艺频道、军事农业频道、少儿频道频道交错重播。
《舌尖上的中国》第三季于2018年2月19日起每晚在中国中央电视台综合频道和纪录频道晚上8時同步首播，并于2月20日起在中国中央电视台财经频道、中文国际频道及军事农业频道交错重播。
《舌尖上的中国》第四季在2023年2月17日于“大片看总台”发布活动上公布，原定于2023年年内播出，后延期至2025年2月3日播出。

## 制作

### 概念
据陈晓卿所言，这部纪录片第一季時的目标观众不单止是为喜欢美食的‘吃货’而创作的，观众群体锁定為“吃货”以外的所有观众(非吃货客群的观众)，並表示该片的目标是以美食作为窗口，让海内外观众领略中华饮食之美，进而感知中国的文化传统和社会变迁。陈晓卿说“我们要拍摄的不是名厨名菜，而是普通人的家常菜”，而且表示该片在呈现各色美食之外，《舌尖上的中国》还会展示的是普通中国人的人生百味，展示人和食物之间的故事，透过美食来看社会。该片的重要主题是中国之“变”：向观众展示传统农耕的中国，同時也告诉观众很多中国传统正在改变，而有些片中出现的人很有可能是最后一代传承手艺的人；所以该片的创作团队在為本片确立了一项选择食材的拍摄标准：“拍摄承载中国人精神的食物”。在张铭欢执导该片其中一集《时间的味道》，一位香港大澳的老奶奶在老伴过世后依然坚持制作着以前与丈夫共同做了几十年的虾酱。张铭欢表示“对于她来说，虾酱已经不是简单的食物，而是她生活和情感的寄托”。
第三季的总导演刘鸿彦表示说，“第三季的舌尖，我们想拍出中国人是如何一口一口吃成今天的样子。”

### 创作团队

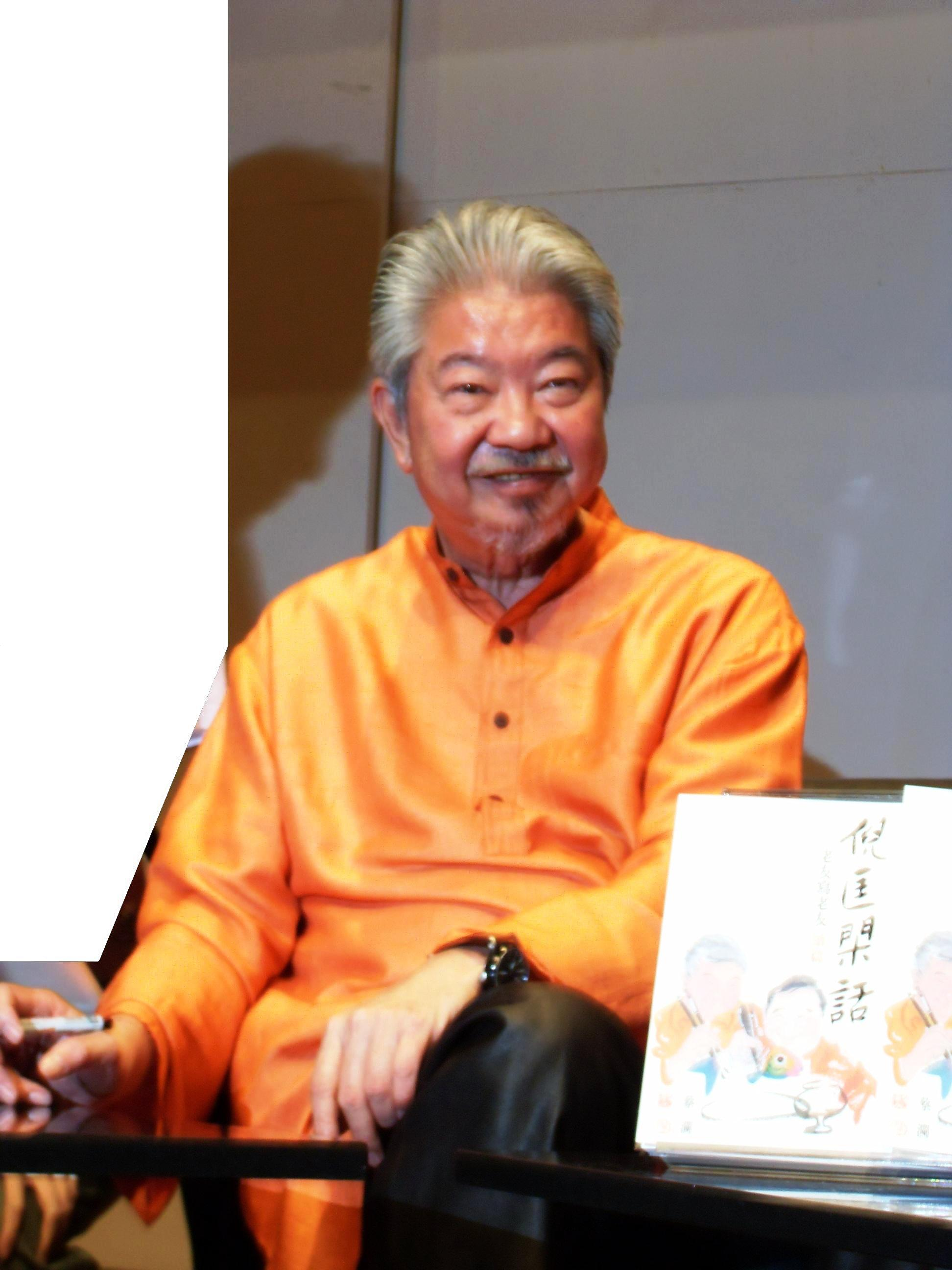
蔡澜，《舌尖上的中国》其中一位总顾问

《舌尖上的中国》的总导演陈晓卿是《Time Out》中文版、《天下美食》等报刊的美食专栏作者；执行总导演任长箴是纪录片《留住手艺》的执行总导演及《北京记忆》系列纪录片的主编，負責该片所有的拍摄场景和人物选择；总顾问为香港美食专栏作家蔡澜和上海美食专栏作家沈宏非。《舌尖》的配音解说人是中国传媒大学影视艺术学院导演表演系副教授李立宏。
前两季《舌尖》总导演陈晓卿在2017年已正式从央视离职，並由刘鸿彦擔任《舌尖上的中国》第三季的制片人、总导演。

### 拍摄
《舌尖上的中国》是中国第一次使用高清设备拍摄的大型美食类纪录片。这部记录片定位于“高端美食类纪录片”，第一季只有7集，却耗费了13个月制作，镜头由中国70个不同地方采集而来。而第二季所涉及的美食区域更广泛，包含中国30多个省区市，甚至还包括新加坡美食。陈晓卿受访时表示他们剧组拍摄时都没有曝光自己是舌尖上的中国剧组的身份，並表示导演都要亲自试吃片中每一道菜。而美食入选《舌尖》的四个标准是：「健康」，卤煮的食品不利于健康所以不能够在节目中出现、「真实」即是食物本身已昤好吃和有传承，不用特意用诗词给菜起名；「相对日常」，即大多数人能吃得到；和要「解馋」。
《舌尖上的中国》中每一集都不是根据食物来定主题，食物只是出发点，通过美食看中国社会。全片都是由分集导演根据确立了的分集主题再去找寻符合主题的人物故事拍摄。当每个分集主题确立后，分集导演都需要经过3个阶段才会进行拍摄：第一个阶段是「文案写作」阶段，即分集导演看大量有關該主題的书、调查、並写文案；第二个阶段是「调研」阶段是确定分集要有什么的美食需要拍攝，
总导演陈晓卿认为路上也是一个获得美食信息的过程，于是为了找寻美食出现在“舌尖”中，规定分集导演在「调研」时不能自己开车，必须要坐公共交通工具「调研」，以方便在不断与人交流。同时为了拍出一些相对日常，更多的人能够吃到的美食，对拍摄的食材的价格有所限制，陈晓卿在第二季时曾就指示导演只可拍当时物价为50块钱以下的食物；最后是根据单个美食去各个地方進行拍攝，並在拍攝地區寻找适合的人物以表达該种食物，承载这个地区的美食的人物故事拍攝。
首兩季《舌尖上的中国》由配音演员李立宏担任节目解说。曾有报道称第三季改由民謠歌手老狼担任，但最终播出时仍为李立宏担任旁白。

### 单集结构
纪录片《舌尖上的中国》第一季整个分七集完成，各集首先概括了每集各自要点明的主题，随后举例说明介绍各种美食，並在最后該集结束时用主题概括全集。该片执行总导演任长箴表示《舌尖上的中国》第一季的分集設定參考了一本由“慢食运动”创始人卡罗·佩特里编写的书《慢食运动》，並按照其中讲述西方美食学的概念而作出每一个分集；任长箴举例说“第一条提到了植物学，那就是涉及到物种、自然、土地，我就从这一条当中延伸出《自然的馈赠》”，“第十一条就涉及到艺术、工业、人的知识，寻求以昂贵的代价和处理保护、保存食物的方法，其实这个就衍生出《厨房的秘密》”。
《舌尖上的中国》第三季共8集，每集50分钟，主题分别是“器具”“宴席”“厨人”“小吃”“点心”“食养”“时节”“融合”，其中“器具”“食养”“融合”是三个新的创作主题方向；同时第三季还富有更多关于历史文化、人物命运以及食物关系的思考。

## 分集

### 第一季
该片七集分别名为《自然的馈赠》、《主食的故事》、《转化的灵感》、《时间的味道》、《厨房的秘密》、《五味的调和》和《我们的田野》，代表了对中国饮食的不同切入角度。
| 集数   | 中文名称   | 英文名称                        | 涉及美食 | 外部链接                                                      |
| ------ | ---------- | ------------------------------- | --- | ------------------------------------------------------------- |
| 第一集 | 自然的馈赠 | Gifts from Nature               | 云南香格里拉松茸 · 浙江遂昌冬笋 · 广西黄豆酸笋小黄鱼 · 云南大理诺邓火腿 · 湖北嘉鱼莲藕 · 吉林查干湖冬季捕鱼 · 南海远洋打渔 | 内容介绍（页面存档备份，存于） 官网视频（页面存档备份，存于） |
| 第二集 | 主食的故事 | The Story of Staple Foods       | 山西襄汾面食 · 陕西绥德“黄馍馍”糜子面馒头 · 新疆库车馕 · 贵州黎平米粉 · 广东广州沙河粉 · 陕西西安肉夹馍以及泡馍 · 甘肃兰州牛肉面 · 广东广州竹升面、云吞捞面 · 陕西岐山臊子面 · 浙江嘉兴粽子 · 浙江宁波年糕 · 年夜饭饺子                                                 | 内容介绍（页面存档备份，存于） 官网视频（页面存档备份，存于） |
| 第三集 | 转化的灵感 | Inspiration for Change          | 云南建水烧豆腐 · 云南石屏豆腐 · 安徽寿县嫩豆腐 · 内蒙古锡林郭勒奶豆腐以及奶茶 · 安徽休宁毛豆腐以及米酒 · 浙江绍兴黄酒以及酱油 · 黑龙江依兰大酱以及酸菜 | 内容介绍（页面存档备份，存于） 官网视频（页面存档备份，存于） |
| 第四集 | 时间的味道 | The Taste of Time               | 朝鲜泡菜 · 广东煲仔饭以及南安腊鸭 · 湖南靖州腌禾花鱼以及腊肉 · 安徽徽州臭鳜鱼以及“刀板香”火腿 · 浙江金华火腿 · 上海醉蟹 · 福建霞浦紫菜 · 臺灣云林乌鱼子 · 香港大澳虾膏以及虾酱                                                                                          | 内容介绍（页面存档备份，存于） 官网视频（页面存档备份，存于） |
| 第五集 | 厨房的秘密 | Secrets of the Kitchen          | 云南香格里拉尼西黑陶煮制食品 · 云南昆明蒸制汽锅鸡 · 广东顺德均安露天村宴以及蒸制粉葛蒸肉 · 江苏扬州包子、大煮干丝、雪花鲥鱼、清炖狮子头、仿豹胎、文思豆腐、鉴真素鸭 · 湖南长沙油炸臭豆腐 · 山东葱烧海参 · 浙江杭州西湖醋鱼 · 香港家常“妈妈菜”                           | 内容介绍（页面存档备份，存于） 官网视频（页面存档备份，存于） |
| 第六集 | 五味的调和 | A Perfect Blend of Five Flavors | 广东汕头糖葱薄饼以及蔗渣熏鸭脯 · 江苏无锡梁溪脆鳝、加蟹开口小籠饅頭、手推馄饨、酱排骨 · 广东新会陈皮·澳门陈皮鸭 · 广东东江盐焗鸡 · 江苏镇江香醋和醋排 · 四川泡椒、鱼香肉丝、豆瓣酱、麻婆豆腐、藤椒鱼 · 重庆火锅 · 广东汕头紫菜以及鱼丸紫菜煲 · 广东广州清蒸鱼以及白切鸡 | 内容介绍（页面存档备份，存于） 官网视频（页面存档备份，存于） |
| 第七集 | 我们的田野 | Our Farm                        | 贵州从江县新米节 · 獐子岛海产品 · 浙江湖州河蟹 · 靖江蟹黄汤包 · 大闸蟹 · 江苏兴化芋头 · 蟹黄汪豆腐 · 西藏青稞 · 都市屋顶种菜 | 内容介绍（页面存档备份，存于） 官网视频（页面存档备份，存于） |

### 第二季
2012年6月，中国中央电视台纪录频道总监刘文宣布，第二季的《舌尖上的中国》将在年底开拍。2013年1月10日，央视纪录频道在北京召开新闻发布会，宣布纪录片《舌尖上的中国》第二季正式启动，原定在2014年春节前后播出。根据中央电视台新闻中心官方微博透露，第二季於2014年2月底制作完成，後延至2014年4月18日以周播形式在CCTV-1晚上9時播出，並同日在CCTV-9晚上10時跟播。第二季的《舌尖上的中国》总共分为《脚步》、《心传》、《时节》、《家常》、《秘境》、《相逢》、《三餐》等七集以及第八集花絮。
《舌尖》第二季原是按日播结构拍摄，但是因為根据央视评估部门认为周播更能体现这个片子的价值，最后定了以周播形式播放。為了配合周播播出，总导演陈晓卿因此表示，曾對第二季的分集內容结构、顺序都做了一些调整，但是第二季在6月6日首播最后一集之后，立刻重播并恢复日播，并且按照拍摄的顺序播出，《时节》在第一集，《脚步》是第二集。
总导演陈晓卿表示，为了回应《舌尖》第二季首集播出后被观众抱怨“人文太多，美食太少”的意見，第三集《时节》因此根据观众的要求在播出前进行了紧急调整，增加了不少美食内容。
| 分集 | 名称 | 首播日期      | 外部链接                                              | 美食 |
| ---- | ---- | ------------- | ----------------------------------------------------- | --- |
| 1    | 脚步 | 2014年4月18日 | 视频 介绍（页面存档备份，存于）                       | 本集主要以“路菜”为线索。本集登场的每种食材的获取都需要漫长的历程，且也跟随着人的脚步，不断地变化。 登场美食：酥油蜂蜜、蜂蜜鳗鱼、蜜制酒心冰激凌、麻辣香肠、烟熏腊肉、乐山嫩豆花、蓝田褲帶麵、红烧望潮、清炖跳跳鱼、煎饼卷大葱、丝娃娃、烤鸭卷饼 、食饼筒、牛冻春、雷山鱼酱、鱼酱炖稻花鱼、萝卜饭 |
| 2    | 心传 | 2014年4月25日 | 视频 介绍（页面存档备份，存于）                       | 本集展现以师徒及家庭形式流传的中国传统烹饪技艺，引领观众寻找来自家的熟悉味道，以及那些失传或频临失传的美味。 登场美食：牛肉锅贴、回锅肉、徽州臭豆腐、油炸锅巴、蒜泥白肉、凉拌猪耳、空心挂面、汉中面皮、宁夏手擀面、四川甜水面、山西饸饹、武汉热干面、重庆小面、苏州头汤面、糯米卷、苏式小方糕、蕨根糍粑、三角团、蟹黄烧卖、元松、钳花小包、四喜蒸饺、金鱼酥、船点、汕頭市澄海區蚝烙、烫干丝、葵花大斩肉、脱骨鱼、三套鸭、扣三丝、油爆河虾、黄鳝啫啫煲 |
| 3    | 时节 | 2014年5月2日  | 视频 介绍（页面存档备份，存于）                       | 本集通过捕捉节令美食，展现传统中国人对自然的依赖与敬畏，表达人们对气候变幻的敏锐感知。 登场美食：雷笋炒肉丝、笋干炖鸡、铁锅炖鱼、咸肉蒸黄泥拱竹笋、榆钱饭、九层皮、紫苏炒青蛳、玛仁糖/切糕、抓饭、虾子小刀面、桂花糯米藕、板栗烧鸡、老鸭雁来蕈 |
| 4    | 家常 | 2014年5月9日  | 视频 介绍（页面存档备份，存于）                       | 本集通过走进一户户平凡人家，与他们一同品味日常生活中的人间百味。 登场美食：燃面、四川宜宾腌、郓城西瓜酱、盘锦大洼虾子焖茭白、济南奶汤蒲菜、淮安蒲菜水饺、澳门陈皮红豆沙、澳门姜撞奶、焦香可口的小凹馍、山西饸饹、山西枣花馍、天门蒸菜、红烧肉、河南抻面、四川泡菜鱼、四川泡菜、泡椒凤爪 |
| 5    | 相逢 | 2014年5月16日 | 视频 介绍（页面存档备份，存于）                       | 本集以记录食物与人的每一次携手，呈现中国人的相聚别离背后藏匿着的深切情感。 登场美食：小鸡炖蘑菇、重庆火锅、北京涮肉火锅（<30秒钟）、云南菌子火锅（<30秒钟）、潮汕牛肉火锅（<30秒钟），涮黄喉、鸭肠、午餐肉、西湖醋鱼、灌汤包、片儿川、上海西餐、新疆纳仁、大盘鸡、烤包子、拉条子、牛肉面、烧牛肉 |
| 6    | 秘境 | 2014年5月23日 | 视频 介绍（页面存档备份，存于）                       | 本集将目光聚焦于隐秘在人们视线之外的鲜活民间美食，以及这些独特食物背后的多样生活。 登场美食：清蒸华子鱼、酸辣华子鱼、北海沙蟹汁白切鸡、野韮花醬手把羊肉、涮羊肉、羊肚包肉、红柳枝烤羊肉、洋芋擦擦、馕、清蒸石斑鱼、清蒸鱼干、清蒸虾干、鲜虾云吞 |
| 7    | 三餐 | 2014年5月30日 | 视频 介绍（页面存档备份，存于）                       | 本集展现中国人餐桌上的一粥一饭。 登场美食：天津煎饼果子、重慶小麵、武汉热干面、广州早茶、蒸腊鱼、湘乡咸鸭蛋、凉山洋芋、彝族坨坨肉、上海素食、冰皮月饼、枫镇大肉面 |
| 8    | 花絮 | 2014年6月25日 | 视频（页面存档备份，存于） 介绍（页面存档备份，存于） | 本集为观众呈现《舌尖》第二季的拍摄花絮。 |

### 第三季
该季于2015年9月开拍，2018年2月9日，开播发布会在北京梅地亚中心举办。
该季的核心主题是“品味中国、品尝人生”，共8集，每集50分钟，分别是《器》、《香》、《宴》、《养》、《食》、《酥》、《生》和《合》。
| 分集 | 名称 | 介绍与美食 | 外部链接                       |
| ---- | ---- | --- | ------------------------------ |
| 1    | 器   | 本集以厨具与餐具为主题，讲述中国人如何更好地使用厨具到餐具，烹调出最好的味道。 登场美食：荞麦粑粑、石锅松茸、陕西十碗菜、扬州蒸点、扬州瓜雕、清水炒蛋、九转大肠、爆炒腰花、翠珠鱼花、金边白菜、四川泡菜、西蜀老坛泡菜鱼 | 官方视频（页面存档备份，存于） |
| 2    | 香   | 本集介绍最亲和、最能体现当地特色，也最令人回味，在中国饮食文化中具有突出地位和旺盛生命力的小吃，并且将西安的回坊街的历史向前推到唐朝。 登场美食：稀豆粉、汕头手打鱼丸、麻辣烫、凉糕、胡辣汤、煎饼果子、泉州石花膏、面线糊、水盆羊肉 | 官方视频（页面存档备份，存于） |
| 3    | 宴   | 本集介绍中国人以喜怒哀乐、婚丧嫁娶、应酬交际为导向的饮食活动，同时将大口黑鲈认作花鲈。 登场美食：全藕宴（藕粉圆子）、水八仙、八宝葫芦鸭、沙茶焖牛肉、封肉、面线、茄鲞、玲珑牡丹鲊、金齑玉脍、雪霞羮、平江十大碗 | 官方视频（页面存档备份，存于） |
| 4    | 养   | 本集以饮食养生为主题，介绍具有养生功能的食材，并帮助大家建立更健康的生活方式，并将网络上的三无口红进行了推荐。 登场美食：五汁膏、枣泥山药糕、蓑衣黄瓜、枸杞羊肉、猪肚鸡、百合莲子、艾叶豆腐、老酒炖鸡子、老火汤（响螺片椰肉猪骨汤、花胶炖鸡汤）、三草炖鹅、酒糟芋头面、山苍子根炖猪蹄、牡蒿蒸嫩鸭、败酱草小肠汤、当归生姜羊肉汤                                                                   | 官方视频（页面存档备份，存于） |
| 5    | 食   | 本集将突出饮食里人的因素，着重展示人与食物的关系。 登场美食：蟹粉豆腐、松鼠鳜鱼、白什盘、胶州摔面、香橼蜜制梨、扣茄花、江边辣、薄饼鸡块、津味豆腐脑、红烧牛肉面、南瓜煎饺、卤肉饭、黑椒藕饼、胡萝卜丝鸡蛋饼、麻酱荞麦油麦菜、酱香饼 | 官方视频（页面存档备份，存于） |
| 6    | 酥   | 本集以点心为主题。点心见证了每一个生命的成长、完善，它寄托着幸福，也承载着人们仁爱互助的精神。 登场美食：寿包、大福喜、福寿饼、九桃一手、贵妃饼、萨其马、面果儿、苏式糕点（重阳糕等）、瓜子酥、蘑菇包、白菜饺、金鱼饺、花卷、琵琶结、刺猬包、嵌字豆糖、渔亭糕、荷花酥、龙井茶酥、粤式点心四大天王（叉燒包、虾饺、烧卖、蛋挞）                                                                     | 官方视频（页面存档备份，存于） |
| 7    | 生   | 本集以二十四节气之主题，讲述中国人如何以节气饮食安顿身心健康，顺天应时，在大地间春耕、夏耘、秋收、冬藏的故事。 登场美食：春饼、清明粿、野菜宴、茶香饭、茶鱼饺、钻林欢喜丸、茶聊鸡、早春菠菜、春卷、夏至面、西双版纳绿叶宴、喃咪酱、潜江全荷宴、酸汤鱼、富平柿饼、柿子糊塌、新竹柿饼、五彩饭、黄山咸肉（刀板香）、海鲜饺子、三鲜虾仁水饺、七彩饺子、甜晒鱼、芋饺、汤圆、年糕饺、鲅鱼饺子、素静饺子 | 官方视频（页面存档备份，存于） |
| 8    | 合   | 本集聚焦中国人口迁移，探讨其如何影响当今中国人的饮食习惯。 登场美食：甜烧白、羊肉粉、糖醋排骨、青笋碎滑肉、生爆盐煎肉、菘菜、白菜炒白菜、白菜饺子、东北酸菜、山西火锅、客家盆菜 | 官方视频（页面存档备份，存于） |

### 第四季
该季于2025年2月3日（大年初六）首播，共分七集，分为《绝活》《烟火》《焕发》《天作》《风物》《洞天》《华流》。

## 播放历史

### 电视播映
《舌尖上的中国》第一季於综合频道（CCTV-1）首播，其后央视安排在2012年5月23日和2012年8月23日分別在中国中央电视台纪录频道（CCTV-9）和中国中央电视台高清频道（CCTV-高清）重播该剧，其后也分别在臺灣的公视主频道、緯來育樂台香港无线收费电视为食台、無綫電視翡翠台、高清翡翠台和明珠台播出。
《舌尖上的中国》第二季其后於也分别在臺灣的緯來育樂台香港无线网络电视为食台、無綫電視翡翠台和J5播出。
《舌尖上的中国》第三季其后於也分别在香港無綫電視翡翠台和無綫財經·資訊台播出。

### 香港播放
香港電視廣播有限公司於2012年中購入《舌尖上的中国》第一季的香港播映權，並於6月16日起率先安排於無綫收費電視為食台播放本節目的完整版本，由黃志淙配以粵語旁白播放。及後，無綫電視獲中国国际电视总公司授權，為《舌尖上的中国》第一季進行後期拍攝及後期製作，並由鍾景輝主持。後期製作版於2012年10月13日至11月24日逢星期六22:30-23:30在翡翠台播出，由綜藝及娛樂部負責後期製作，集數跟CCTV版相同。
高清翡翠台於2013年農曆新年期間重新播放《舌尖上的中国》第一季的完整版本，明珠台則於2013年5月16日至6月13日及7月18日至7月25日播放本節目的英語版本。
而第二季同樣由電視廣播有限公司取得播映權，並於2014年6月14日起率先安排於無綫網絡電視為食台播放本節目的完整版本，由招世亮旁白。及後，於2016年2月23日至5月10日逢星期二19:00-19:30在翡翠台，由綜藝及娛樂部播出後期製作版。
J5於2017年農曆新年期間重新播放《舌尖上的中国》第二季的完整版本，並每次播映兩集。
第三季同樣由電視廣播有限公司取得播映權，2020年11月29日至2021年1月23日逢星期六、日18:00-18:30在翡翠台及23:00-23:30在無綫財經·資訊台播出後期製作版，跟第一、二季不同的是，節目由黃曉瑩旁白，並由新聞及資訊部負責後期製作。
第三季普通话原版由CCTV-1港澳版首播无广告纯净版本，比CCTV-1内地版提前约半小时播出。

### 海外播放
海外方面，《舌尖上的中国》第一季在2013年，在马来西亚Astro华丽台、新加坡新传媒8频道、比利时国家电视台一套等电视频道首播。

## 反响
该片被认为是1990年代以来中国收视率最高的纪录片，第一季在开播后的半个月内，网络点击量已近2000万次，节目中介绍的美食在淘宝网上纷纷热卖，而云南诺邓火腿更是5天内成交量增长了17倍。影片除了展示中国美食，也融合了人的情感，讲述了中国普通百姓的生活故事，被媒体广泛评价为“眼泪与口水齐流”。
该片由央视纪录频道推出，该频道以“让世界了解中国”为宗旨，因此该片创作过程中有对海外观众的考量。该片第一季参展第65届戛纳电影节時，在中国所有参展纪录片中问询量第二高的影片。
《舌尖上的中国》第二季播出時，央视與天猫旗下「天猫食品」达成合作，令天猫食品成为《舌尖2》独家合作平台，同步首发每期节目中的食材和美食菜谱，供网友边看边买。2014年4月尾《舌尖2》首播時，节目中出现的西藏蜂蜜、浙江跳跳鱼、贵州稻花鱼、四川腊肠等成了热卖品，网上的相关食品不仅卖断货、还直接预订到8月。而在第三季第一集播出后，片中出现的章丘铁锅、淮阳菜刀、银杏砧板迅速成为热搜关键词。这些厨具在网购平台开始热销，尤其是章丘铁锅上架后便立即售空，更出现了代购潮。
第三季开播后引发了不少争议（参见“争议”一节），豆瓣评分由开播第一天的8.0分下跌至4.7分（2012年首播的第一季评分为9.3分）。

## 幕后
《舌尖上的中国》第二季中《心传》人物之一的张家山镇高家塄村挂面主人公张世新，在《舌尖2》剧组前來進行拍摄前已罹患骨癌；他因得知「如果在央视播放空心挂面，可以令全村挂面畅销」，於是一口答应了拍摄下来並硬撑数天；在节目播放前1个月（即2014年3月），張世新的身体状况开始恶化、已有多日难进食，全家还欠下了近人民幣5万元医药费，《舌尖2》节目组因此捐款人民幣24600元。《舌尖2》分集导演陈磊在微博上透露，张世新在2014年5月2日因病去世。

## 争议

### 疑似抄袭
《舌尖上的中国》第一季的开头和宣传片涉嫌抄袭自画家许钦松的作品《岭云带雨》。事后，海报设计者张发财主动联系许钦松并道歉，许钦松声明表示无偿授权张发财及中央电视台继续在《舌尖上的中国》海报中使用其作品。
《舌尖》第二季中第一集《脚步》被网友质疑片中拍摄手法疑似抄袭BBC纪录片《人类星球》，特别是《舌尖》第一集《脚步》中白马爬树找蜂巢收集蜂蜜的拍摄手法疑似抄袭《人类星球》第4集中非洲土族攀爬百米大树采蜜的场景的片段。陈晓卿并没有否认，但他不认为这是抄袭，“我不太同意‘抄袭’说法，艺术都是相通的，我们有致敬的成分在里面。因为很多经典纪录片、知名导演都是我们自己喜欢的，也在业内成为经典，应该说是致敬吧”；第三集《时节》讲述飞鱼的四个镜头被网友质疑照搬了BBC纪录片《Life》之《魚類》的镜头，其後该集导演胡博承认《时节》经过BBC的官方授权，一共有五个镜头用了BBC的素材。

### 第三季相关争议
《舌尖上的中国》第三季开播后，部分情节内容遭到了观众的批评和指责，这些批评和指责引起了争议。对此，《舌尖上的中国》官方微博转发某媒体一篇名为《为什么要创新？〈舌尖3〉创作背后有哪些“味道”要变？》的长文做出了回应“就算冒险，也要对美食文化的创新表达进行探索”。节目组还表示，美食栏目较之《舌尖上的中国1》播出时数量大增，如果没有更多的创新、突破和发展，受众也不会满足。而之所以将故事穿插其中，是因为美食背后的文化和文明，才是美食的根和魂。

#### 史实争议
在《舌尖上的中国》第三季第二集中，出现了“西安回坊唐代已经成型，至今还保持着当年的格局”的说法，然而这一说法却违背了史实。今天的西安北院门大街（即回坊）位于西安城墙内，由唐长安城的皇城、宫城的基础上改建而成，当时为尚书省和十六卫之左武卫、左骁卫等机构所在地。虽然当时长安城有少量穆斯林商人居住，但现回坊所在地在唐代并没有形成回民聚集地。五代至北宋年间，回民才开始围绕位于现代回坊的大学习巷清真寺、化觉巷清真大寺周围居住。

#### 常识性错误
一位在新浪微博认证为“中国渔业协会原生水生物及水域生态专业委员会主任委员”的网友@开水族馆的生物男发表微博称，《舌尖上的中国》第三季第三集存在表述错误，错将大口黑鲈（美国加州鲈）当成花鲈。经过反复比对，上海水产研究所有关专家认为，视频中太湖渔民打捞上来的是大口黑鲈，而不是节目所要表达的花鲈。
另外在第四集《养》中，为痛风的父亲煲鸡汤的做法也被微博认证为“健康博主”，拥有注册营养师证书的网友李捷（微博名为@sarasaralee）发文指出会对观众造成误导。而痛风专科专家表示，痛风患者应尽量避免饮用荤汤，即使要吃肉，也需在病情稳定的情况下适当进食。此外该集还提及了中草药炖猪脚一菜，然而有网友指出草药有一定风险，因为普通人没有分辨草药的能力。

#### 自制口红争议
第四集《养》中出现了自制中药口红的镜头，然而自制口红被网友质疑造假，其原材料也被网友指出购置于淘宝网店，同时存在“三无产品”的质疑。不过专家则指出，中药口红并不适合自制。另外，自制口红在卫生上没有严格监管，风险很大，在自制唇膏时成分的比例搭配很可能不科学，其中的甘油成分比例不对，会“烧”干唇部的水分。而唇部和口腔是相连的，一旦细菌繁殖进入口腔，反而得不偿失。

#### 编造情节争议
第二集节目中曾称四川省乐山市牛华镇一麻辣烫店店主女婿“因为爱情放下手术刀拿起菜刀”，但经过网友爆料和《成都商报》记者调查后发现，该女婿改行的原因实为在上一段感情中强奸女友入狱因而丢掉工作。

## 相关产品

### 原声碟
《舌尖上的中国原声大碟》由星外星唱片发行，实体专辑于中国2012年10月1日发行，原声带中收录了《舌尖上的中国》第一季中19首所有由青年作曲家阿鲲（Roc Chen）创作的原创配乐。
| 舌尖上的中国原声大碟 | 舌尖上的中国原声大碟      | 舌尖上的中国原声大碟 |
| 曲序                 | 曲目                      | 时长                 |
| -------------------- | ------------------------- | -------------------- |
| 1.                   | 劳作的春夏秋              | 3:47                 |
| 2.                   | 水与火的艺术              | 1:27                 |
| 3.                   | 才下舌尖，又上心间        | 1:36                 |
| 4.                   | 时间的记忆                | 1:08                 |
| 5.                   | 厨房的交响曲              | 2:53                 |
| 6.                   | 劳动人民的平凡与伟大      | 0:53                 |
| 7.                   | 夕下                      | 2:36                 |
| 8.                   | 耕种速写                  | 1:06                 |
| 9.                   | 舌尖上的中国 （片头音乐） | 0:53                 |
| 10.                  | 传统与变革                | 2:40                 |
| 11.                  | 冬藏                      | 1:14                 |
| 12.                  | 东方智慧                  | 1:08                 |
| 13.                  | 原野之风                  | 1:41                 |
| 14.                  | 土地图腾                  | 5:52                 |
| 15.                  | 味与情                    | 2:40                 |
| 16.                  | 水的秘密，城市的声音      | 1:45                 |
| 17.                  | 微观的世界                | 1:54                 |
| 18.                  | 大自然的法则              | 2:18                 |
| 19.                  | 平和的心                  | 1:34                 |

《舌尖上的中国2: 民以食为天 原声音乐大碟》由阿鲲音乐制作，2014年5月4日正式于虾米音乐网发布，收录《舌尖上的中国2》的全部原创音乐。许多在第一季出现的音乐，经重新编曲后用于本季。
| 舌尖上的中国2: 民以食为天 原声音乐大碟 | 舌尖上的中国2: 民以食为天 原声音乐大碟 | 舌尖上的中国2: 民以食为天 原声音乐大碟 |
| 曲序                                   | 曲目                                   | 时长                                   |
| -------------------------------------- | -------------------------------------- | -------------------------------------- |
| 1.                                     | 劳作的春夏秋2 （主题音乐）             | 3:29                                   |
| 2.                                     | 时间的记忆2: 光与影                    | 2:32                                   |
| 3.                                     | 初                                     | 4:15                                   |
| 4.                                     | 舞                                     | 1:44                                   |
| 5.                                     | 午后的恬与甜                           | 2:36                                   |
| 6.                                     | 舌尖上的中国2 （片头曲）               | 1:33                                   |
| 7.                                     | 唇齿之间                               | 0:50                                   |
| 8.                                     | 水与火的艺术2                          | 1:07                                   |
| 9.                                     | 五味人生                               | 2:32                                   |
| 10.                                    | 劳动人民的平凡与伟大2                  | 1:38                                   |
| 11.                                    | 时.机                                  | 1:55                                   |
| 12.                                    | 厨房的交响曲2                          | 2:10                                   |
| 13.                                    | 再会 （片尾音乐）                      | 1:07                                   |
| 14.                                    | 山高水远                               | 2:44                                   |
| 15.                                    | 功夫厨房                               | 1:03                                   |
| 16.                                    | 色香味形意                             | 0:42                                   |
| 17.                                    | 五彩的世界                             | 1:08                                   |
| 18.                                    | 回味                                   | 1:01                                   |
| 19.                                    | 升 （氛围音乐）                        | 0:40                                   |
| 20.                                    | 悦 （氛围音乐）                        | 0:47                                   |
| 21.                                    | 土地图腾2 （氛围音乐）                 | 0:46                                   |
| 22.                                    | 嶙峋1 （氛围音乐）                     | 0:46                                   |
| 23.                                    | 嶙峋2 （氛围音乐）                     | 1:34                                   |
| 24.                                    | 嶙峋3 （氛围音乐）                     | 0:34                                   |
| 25.                                    | 微妙的转变 （氛围音乐）                | 1:14                                   |
| 26.                                    | 微妙的转变2 （氛围音乐）               | 1:37                                   |
| 27.                                    | 水的秘密2 （氛围音乐）                 | 0:51                                   |
| 28.                                    | 迷离 （氛围音乐）                      | 0:35                                   |
| 29.                                    | 雾 （氛围音乐）                        | 1:48                                   |

### 光碟
《舌尖上的中国》的DVD-Video（第一、二季）及蓝光光盘（仅第一季）均已上市，由中国国际电视总公司发行，第一季配音语言包括汉语普通话、英语、西班牙语、葡萄牙语和法语，第二季包含汉语普通话、英语、西班牙语、法语和俄语，DVD区码及BD区码均为全区。

### 书籍
- 《舌尖上的中国》第一季同名书籍由光明日报出版社出版，书号为ISBN 9787511226570，其修订版（完美珍藏版）由中国广播电视出版社出版，书号为ISBN 9787504371430。
- 《舌尖上的中国》第二季同名书籍由中国广播电视出版社出版，书号为ISBN 9787504371447。

上述书籍内容除包括纪录片解说文稿外，还包括美食溯源、文化考究及名家名篇等内容。

### 手机游戏
2017年12月，《舌尖上的中国》的官方手机游戏被曝光，目前已开启预约。该游戏是一款模拟经营类游戏，由央视易橙开发，北京金刚互娱科技有限公司代理。

## 纪录电影
《舌尖上的新年》于2016年1月7日在中国上映。但遭遇票房滑铁卢，仅收获不到200万人民币的票房。

## 节目变迁
| 中国中央电视台综合频道（除香港版本外） 周一至周五 22:35-23:25时段 | 中国中央电视台综合频道（除香港版本外） 周一至周五 22:35-23:25时段 | 中国中央电视台综合频道（除香港版本外） 周一至周五 22:35-23:25时段 |
| ----------------------------------------------------------------- | ----------------------------------------------------------------- | ----------------------------------------------------------------- |
|                                                                   | 舌尖上的中国（第一季） （2012.5.14－2012.5.22）                   |                                                                   |
| 虎，丛林中窥探 （2012.5.9－ 2012.5.11）                           | 东非大裂谷 （2012.5.23－2012.5.25）                               |                                                                   |
| 中国中央电视台纪录频道（除英文版本外） 22:00-23:00时段            |                                                                   |                                                                   |
| 请上座 （？ － 2012.5.22）                                        | 舌尖上的中国（第一季） （2012.5.23－2012.5.29）                   | 时光魅影 （2012.5.30）                                            |
| 中国中央电视台高清频道 21:00-21:45时段                            |                                                                   |                                                                   |
| 世界上最奢侈的座驾 （2012.8.24）                                  | 舌尖上的中国（第一季） （2012.8.31－2012.9.6）                    | 世界名画                                                          |

| 無綫为食台 周六 19:00-20:00时段                      | 無綫为食台 周六 19:00-20:00时段                   | 無綫为食台 周六 19:00-20:00时段                                                                               |
| ---------------------------------------------------- | ------------------------------------------------- | --- |
|                                                      | 舌尖上的中国（第一季） （2012.6.16－2012.7.29）   | |
| 未知                                                 | 未知                                              | |
| 無綫電視翡翠台 周六 22:30-23:30时段                  |                                                   | |
| 高清好戲派：勁抽福祿壽 （2012.10.06）（21:30-23:30） | 舌尖上的中国（第一季） （2012.10.13－2012.11.24） | 高清好戲派：大搜查之女 （2012.12.01）（21:00-23:00） 國際培幼會：傳愛全心助孩童 （2012.12.01）（23:00-23:30） |
| TVB为食台 周六 18:00-19:00、22:00-23:00时段          |                                                   | |
| 未知                                                 | 舌尖上的中国（第二季） （2014.6.14－2014.8.2）    | 未知 |
| 無綫電視翡翠台 周二 19:00-19:30时段                  |                                                   | |
| 星級打工時代 （2015.12.22－2016.2.16）               | 舌尖上的中国2 （2016.2.23－2016.5.10）            | 街坊導賞團 （2016.5.17－2016.8.16）                                                                           |

| 公视主频道 周四 22:00-23:00时段 | 公视主频道 周四 22:00-23:00时段                 | 公视主频道 周四 22:00-23:00时段 |
| ------------------------------- | ----------------------------------------------- | ------------------------------- |
|                                 | 舌尖上的中国（第一季） （2012.7.19－2012.8.29） |                                 |
| 野生動物攝影師                  | 未知                                            |                                 |

| 中国中央电视台综合频道（除香港版本外） 周五21:00 | 中国中央电视台综合频道（除香港版本外） 周五21:00 | 中国中央电视台综合频道（除香港版本外） 周五21:00 |
| ------------------------------------------------ | ------------------------------------------------ | ------------------------------------------------ |
|                                                  | 舌尖上的中国（第二季） （2014.4.18 - 2014.6.6）  |                                                  |
| 大河儿女                                         | 未知                                             |                                                  |
| 中国中央电视台纪录频道（除英文版本外） 周五22:00 |                                                  |                                                  |
| 自然守望者                                       | 舌尖上的中国（第二季） （2014.4.18 - 2014.6.6）  | 未知                                             |

| 緯來育樂台 周六、日 18:00-19:00 | 緯來育樂台 周六、日 18:00-19:00 | 緯來育樂台 周六、日 18:00-19:00 |
| ------------------------------- | ------------------------------- | ------------------------------- |
|                                 | 舌尖上的中国（第一、二季）      |                                 |
| —                               | —                               |                                 |